# Asienspiele 2018/Bogenschießen
Bei den Asienspielen 2018 in Jakarta, Indonesien, wurden vom 21. bis 28. August 2018 insgesamt acht Wettbewerbe im Bogenschießen ausgetragen, je drei für Männer und Frauen sowie zwei gemischte Wettkämpfe. Bei den Männern und Frauen wurden je ein Einzel- und ein Mannschaftswettbewerb mit dem Recurvebogen sowie ein Mannschaftswettbewerb mit dem Compoundbogen durchgeführt. Die gemischten Wettbewerbe wurden als Mannschaftskonkurrenz ausgetragen, davon je einer mit dem Recurve- und dem Compoundbogen.
Insgesamt nahm 259 Schützen aus 29 Nationen an den Wettbewerben teil. Erfolgreichste Nation war Südkorea, dessen Sportler vier Gold- und drei Silbermedaillen sowie eine Bronzemedaille gewannen. Zwei Goldmedaillen sowie je eine Silber- und Bronzemedaille sicherte sich Chinesisch Taipeh. Je eine Goldmedaille gewannen Japan und China.

## Männer

### Recurve Einzel
| Platz | Land       | Athlet          |
| ----- | ---------- | --------------- |
| 1     | Südkorea   | Kim Woo-jin     |
| 2     | Südkorea   | Lee Woo-seok    |
| 3     | Indonesien | Riau Ega Agatha |

Das Finale fand am 28. August statt.

### Recurve Mannschaft
| Platz | Land              | Athleten                                 |
| ----- | ----------------- | ---------------------------------------- |
| 1     | Chinesisch Taipeh | Luo Wei-min Tang Chih-chun Wei Chun-heng |
| 2     | Südkorea          | Kim Woo-jin Lee Woo-seok Oh Jin-hyek     |
| 3     | China             | Li Jialun Sun Quan Xu Tianyu             |

Das Finale fand am 27. August statt.

### Compound Mannschaft
| Platz | Land     | Athleten                                   |
| ----- | -------- | ------------------------------------------ |
| 1     | Südkorea | Choi Yong-hee Hong Sung-ho Kim Jong-ho     |
| 2     | Indien   | Rajat Chauhan Aman Saini Abhishek Verma    |
| 3     | Malaysia | Alang Arif Aqil Lee Kin Lip Juwaidi Mazuki |

Das Finale fand am 28. August statt.

## Frauen

### Recurve Einzel
| Platz | Land       | Athletin            |
| ----- | ---------- | ------------------- |
| 1     | China      | Zhang Xinyan        |
| 2     | Indonesien | Diananda Choirunisa |
| 3     | Südkorea   | Kang Chae-young     |

Das Finale fand am 28. August statt.

### Recurve Mannschaft
| Platz | Land              | Athletinnen                                  |
| ----- | ----------------- | -------------------------------------------- |
| 1     | Südkorea          | Chang Hye-jin Kang Chae-young Lee Eun-gyeong |
| 2     | Chinesisch Taipeh | Lei Chien-ying Peng Chia-mao Tan Ya-ting     |
| 3     | Japan             | Ayano Kato Kaori Kawanaka Tomomi Sugimoto    |

Das Finale fand am 27. August statt.

### Compound Mannschaft
| Platz | Land              | Athletinnen                                         |
| ----- | ----------------- | --------------------------------------------------- |
| 1     | Südkorea          | Choi Bo-min So Chae-won Song Yun-soo                |
| 2     | Indien            | Muskan Kirar Madhumita Kumari Jyothi Surekha Vennam |
| 3     | Chinesisch Taipeh | Chen Li-ju Chen Yi-hsuan Lin Ming-ching             |

Das Finale fand am 28. August statt.

## Mixed

### Recurve Mannschaft
| Platz | Land      | Athleten                          |
| ----- | --------- | --------------------------------- |
| 1     | Japan     | Takaharu Furukawa Tomomi Sugimoto |
| 2     | Nordkorea | Pak Yong-won Kang Un-ju           |
| 3     | China     | Xu Tianyu Zhang Xinyan            |

Das Finale fand am 27. August statt.

### Compound Mannschaft
| Platz | Land              | Athleten                         |
| ----- | ----------------- | -------------------------------- |
| 1     | Chinesisch Taipeh | Pan Yu-ping Chen Yi-hsuan        |
| 2     | Südkorea          | Kim Jong-ho So Chae-won          |
| 3     | Iran              | Nima Mahboubi Fereshteh Ghorbani |

Das Finale fand am 27. August statt.

## Medaillenspiegel
| Platz  | Land              | Gold | Silber | Bronze | Gesamt |
| ------ | ----------------- | ---- | ------ | ------ | ------ |
| 01     | Südkorea          | 4    | 3      | 1      | 8      |
| 02     | Chinesisch Taipeh | 2    | 1      | 1      | 4      |
| 03     | China             | 1    | —      | 2      | 3      |
| 04     | Japan             | 1    | —      | 1      | 2      |
| 05     | Indien            | —    | 2      | —      | 2      |
| 06     | Indonesien        | —    | 1      | 1      | 2      |
| 07     | Nordkorea         | —    | 1      | —      | 1      |
| 08     | Iran              | —    | —      | 1      | 1      |
| 08     | Malaysia          | —    | —      | 1      | 1      |
| Gesamt | Gesamt            | 8    | 8      | 8      | 24     |